# Новоодинск
Новоодинск (бур. Шэнэ Одон) — посёлок в Ангарском городском округе Иркутской области России.
Находится примерно в 32 км к юго-западу от Ангарска, в 4 км от Савватеевки — по грунтовой дороге через лес.
На 2016 год в посёлке 23 двора, всего две улицы: Лесная и Сосновая (формально — четыре). Имеется фельдшерско-акушерский пункт, торговая точка, пекарня, в летнее время в расписание включено шесть рейсов автобуса.

## История
Входил в состав сельского поселения Савватеевское муниципальное образование Ангарского муниципального района. Законом Иркутской области от 10 декабря 2014 года № 149-ОЗ, с 1 января 2015 года все муниципальные образования ныне упразднённого Ангарского муниципального района, в том числе и Савватеевское муниципальное образование, объединены в Ангарский городской округ.

## Население
| 2002 | 2010 | 2011 | 2012 |
| ---- | ---- | ---- | ---- |
| 130  | ↘88  | ↘87  | →87  |

На 2009 год проживало около 150 человек в 30 дворах. В 2013 году постоянно проживали около ста человек, в основном пенсионеры, трудоспособное население ездило работать в Ангарск — леспромхоз при посёлке закрылся ещё в 2000 году.